# Марута, Сёдзо
Сёдзо Марута (яп.  丸田 昭三, род. 1928 году) — японский композитор, музыкальный теоретик.
Учился у Марэо Исикэта в Токийском университете искусств. В Мюнхенской высшей школе музыки и театра учился у Харальда Генцмера. Член музыкальной группы Кэн (яп. 環). Среди произведений есть сонатины для фортепиано, Увертюры и Пассакальи для струнного квартета. Также Сёдзо Марута является соавтором музыкальных пособий.
В 1955 году занял 3 место на 24 японском музыкальном конкурсе, в категории композиторов.

## Книги

### Соавтор
- Музыкальные теория и практика (яп. 楽典―理論と実習 Гакутэн Рирон То Дзиссю) — музыкальное пособие, 10 декабря 1998 года[3].

### Упоминания
- Современная детская хрестоматия для фортепиано (яп. こどものための現代ピアノ曲集 ) — в хрестоматию включены 3 сонатины для фортепиано под авторством Сёдзо Марута, 31 марта 1967 года[4].